# Barrencalle
Barrencalle, (en euskera: Barrenkale, es una calle ubicada en la villa de Bilbao. Forma parte del Casco Viejo o las Siete Calles, el barrio más antiguo y el núcleo originario de la ciudad.